# Aechmea drakeana
Aechmea drakeana es una especie fanerógama en el género Aechmea. Esta especie es nativa a Ecuador y Perú.